# Галерија грбова Молдавије
Галерија грбова Молдавије обухвата актуелни грб Молдавије, историјске грбове Молдавије, грбове молдавских рејона, грбове молдавских општина, грб аутономне јединице Гагаузије, грб Молдавске Републике Придњестровље и грбове молдавских градова.

## Актуелни грб Молдавије
- Грб Молдавије

## Историјски грбови Молдавије
- Печат Петра  I Мушата. (1387)
- Грб на печату Стефана Великог
 (Око 1500)
- Грб Деспота Воде. 1561
- Грб са немачког грбовник 
 (1586)
- Грб Кнежевине Молдавије 
 (1641)
- Грб Кнежевине Молдавије 
 (1646)
- Грб Кнежевине Молдавије 
 (1702)
- Грб Кнежевине Молдавије 
 (1806–1807)
- Грб Кнежевине Молдавије 
 (1849)
- Грб из пасоша држављанина Молдавске кнежевине 
 (1855)
- Грб Бесарабије 
 (1812-1916)
- Грб Демократске Републике Молдавије 
 (1917-1918)
- Грб Аутономне Молдавске Совјетске Социјалистичке Републике 
 (1927-1938)
- Грб Аутономне Молдавске Совјетске Социјалистичке Републике 
 (1938-1940)
- Грб Молдавске Совјетске Социјалистичке Републике 
 (1941-1990)

## Грбови молдавских рејона
- Грб Анениј Нои (рејон)
- Грб Дрокије
- Грб Дубосара
- Грб Единета
- Грб Јаловени
- Грб Каларашија
- Грб Каушенија
- ГрбКахула
- Грб Криулења
- Грб Леове
- Грб Ниспоренија
- Грб Окница
- Грб Орхеја
- Грб Резина
- Грб Ришканија
- Грб Сенжереја
- Грб Сорока
- Грб Страшенија
- Грб Тараклие
- Грб Унгенија
- Грб Фалештија
- Грб Хинчештија
- Грб Шолданештија
- Грб Штефан Воде

## Грбови молдавских општина
- Грб Балција
- Грб Бендера
- Грб Кишињева
- Грб Комрата
- Грб Тираспоља

## Грб аутономне територијалне јединице Гагаузије
- Грб Гагаузије

## Грб Придњестровске Молдавске Републике
- Грб Придњестровља

## Грбови молдавских градова
- Грб Анениј Ноја
- Грб Балција
- Грб Бендера
- Грб Бесарабеске
- Грб Бриченија
- Грб Вулканештија
- Грб Григориопоља
- Грб Днестровска
- Грб Дрокије
- Грб Дубасарија
- Грб Дурлештија
- Грб Единеца
- Грб Јаловенија
- Грб Каларашија
- Грб Каменике
- Грб Каушенија
- Грб Кахула
- Грб Кишињева
- Грб Кодруа
- Грб Комрата
- Грб Криуленија
- Грб Купчинија
- Грб Леове
- Грб Ниспоренија
- Грб Окнице
- Грб Орхеја
- Грб Отачија
- Грб Резине
- Грб Рибнице
- Грб Синђереја
- Грб Слобозије
- Грб Сороке
- Грб Страшенија
- Грб Тираспоља
- Грб Унгенија
- Грб Фалештија
- Грб Флорештија
- Грб Хинчештија
- Грб Чадир-Лунге
- Грб Чаларашија
- Грб Чимишлије
- Грб Штефан Воде